# Siro Baroni
Siro Baroni (Mantova, 1678 – 31 dicembre 1746) è stato un pittore italiano.

## Biografia
Di origine mantovana, visse nel XVIII secolo e sembra abbia operato solo nella città natale. Poco si sa della sua biografia e molte delle sue opere erano già andate perdute all'inizio del secolo scorso. In una cappella della chiesa di Sant'Ambrogio esisteva il suo Cristo mostrato al popolo, opera andata perduta durante la distruzione del tempio alla fine del Settecento. Secondo antiche guide, nella basilica di Sant'Andrea a Mantova era opera del Baroni anche una tavola con la Beata Vergine del Rosario e in San Camillo de Lellis i Santi Crispino e Crispiniano, ora non più rintracciabili. Rimane ignota la sorte di un dipinto citato da fonti antiche come esistente presso la chiesa mantovana di Santa Caterina e raffigurante la Vergine in Trono con il Bambino, San Giuseppe, San Luigi Gonzaga e l'Angelo Custode.
Tra le opere superstiti si possono citare: la tela, collocata nella chiesa di San Barnaba, raffigurante la Morte di Santa Giuliana Falconieri (datata 1732, come risulta da documenti dell'archivio parrocchiale); il dipinto, nella chiesa parrocchiale di Castelnuovo (Asola), raffigurante una Madonna tra i Santi Antonio e Imerio, firmato e datato 1748; la tela, collocata nella chiesa parrocchiale di Acquanegra sul Chiese, raffigurante la Vergine tra i Santi Luigi Gonzaga, Carlo Borromeo, Vincenzo Ferreri e Francesco Saverio, firmata e datata 1751.
Dal 1754 è socio dell'Accademia di Belle Arti di Mantova. Dipinge un Ecce Homo per l'ex cappella di Sant'Ambrogio (distrutta nel 1789).